# Isomerida tupi
Isomerida tupi är en skalbaggsart som beskrevs av Martins och Maria Helena M. Galileo 1992. Isomerida tupi ingår i släktet Isomerida och familjen långhorningar. Inga underarter finns listade i Catalogue of Life.